# The White Room
Pour les articles homonymes, voir White Room (homonymie).
Albums de KLF
Chill Out
(1990)
The White Room est un album de The KLF sorti en 1991.

## L'album
The KLF est le groupe britannique qui vend le plus de singles en 1991. Ils réalisent alors cet album destiné à être la bande originale d'un film homonyme qui ne sortira jamais. Il atteint la 39e place du Billboard 200. En 1991, NME lui décerne la 81e place de son classement des meilleurs albums de tous les temps et The Guardian, la 89e des meilleurs albums britanniques de tous les temps. En 2000, le magazine Q le place à la 89e des 100 meilleurs albums britanniques. Il fait partie des 1001 albums qu'il faut avoir écoutés dans sa vie. 

### Titres
| No | Titre                               | Durée |
| -- | ----------------------------------- | ----- |
| 1. | What Time Is Love?                  | 4:37  |
| 2. | Make It Rain                        | 4:06  |
| 3. | 3 a.m. Eternal (Live at the S.S.L.) | 3:14  |
| 4. | Church of the KLF                   | 1:42  |
| 5. | Last Train to Trancentral           | 6:04  |
| 6. | Build a Fire                        | 4:39  |
| 7. | The White Room                      | 5:14  |
| 8. | No More Tears                       | 9:24  |
| 9. | Justified and Ancient               | 4:43  |

### Musiciens
- Jimmy Cauty (en) : programmations
- Bill Drummond (en) : voix, programmations
- Nick Coler (en) : claviers, programmations, chœur sur 3 a.m. Eternal
- Maxine Harvey :voix, chœur sur tous les morceaux (sauf What Time Is Love? et Justified and Ancient)
- Black Steel : voix, scat, basse (No more tears, Justified and Ancient), piano (No more tears)
- Ricardo Lyte (en) : rap (3 a.m. Eternal et Last Train to Trancentral)
- Isaac Bello (en) : rap (What Time Is Love?)
- Tony Thorpe (en) : samples
- Duy Khiem : saxophone ténor (Make It Rain), clarinette (The White Room)
- Graham Lee (en) : Pedal steel guitar (Build a Fire)
- P. P. Arnold : voix
- Ashanti : voix
- Katie Kissoon (en) : voix
- Wanda Dee (en) : samples vocaux
- Manda Beatmaster : boîte à rythme (programmation)
- Emma Burnham, Cressida, Tammy Wynette, Micky Wilson : voix